# 白鳥潤一郎
白鳥 潤一郎（しらとり じゅんいちろう、1983年 - ）は、日本の国際政治学・日本政治外交史の研究者。

## 略歴
静岡県生まれ。慶應義塾志木高等学校卒、2006年慶應義塾大学法学部政治学科卒、2013年同大学院法学研究科政治学専攻後期博士課程修了、「戦後日本における資源外交の形成 1967-1974年」で博士（法学）の学位を取得。
慶應義塾大学大学院法学研究科助教、北海道大学大学院法学研究科講師、立教大学法学部助教等を経て、2018年放送大学教養学部准教授。
2016年『「経済大国」日本の外交』でサントリー学芸賞（政治・経済部門）受賞。専門は国際政治学・日本政治外交史。
ウェブサイト「データベース戦後日本外交史」を共同運営し、戦後日本外交に関する各種資料（情報公開法で取得した文書、人事一覧、移管・公開ファイル一覧）を提供。

## 著作等

### 著書
- 『「経済大国」日本の外交 エネルギー資源外交の形成 1967~1974年』(叢書 「21世紀の国際環境と日本」) 千倉書房 2015 ISBN 978-4805110676

### 共編
- 折田正樹『外交証言録湾岸戦争・普天間問題・イラク戦争』服部龍二共編 岩波書店 2013
- 国廣道彦『回想 「経済大国」時代の日本外交――アメリカ・中国・インドネシア』服部龍二解題 吉田書店 2016